# Blocchetto pianparallelo

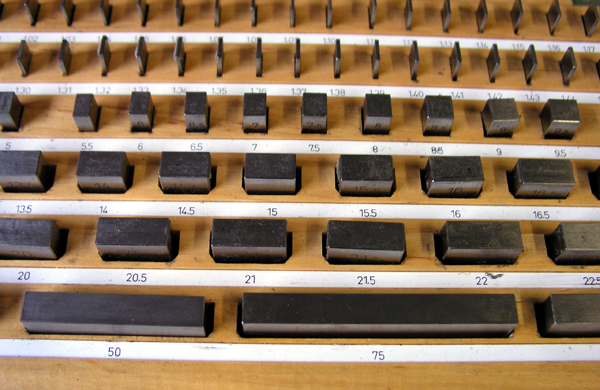
Serie di blocchetti

Il blocchetto pianparallelo, anche detto blocchetto di riscontro, è un calibro fisso costituito da un parallelepipedo lavorato in modo da ottenere due facce contrapposte perfettamente parallele, distanziate tra loro di una quota precisa (spessore nominale).
I blocchetti pianparalleli vengono anche chiamati blocchetti Johansson, dal nome dello svedese Carl Edvard Johansson che li brevettò.

## Serie di blocchetti

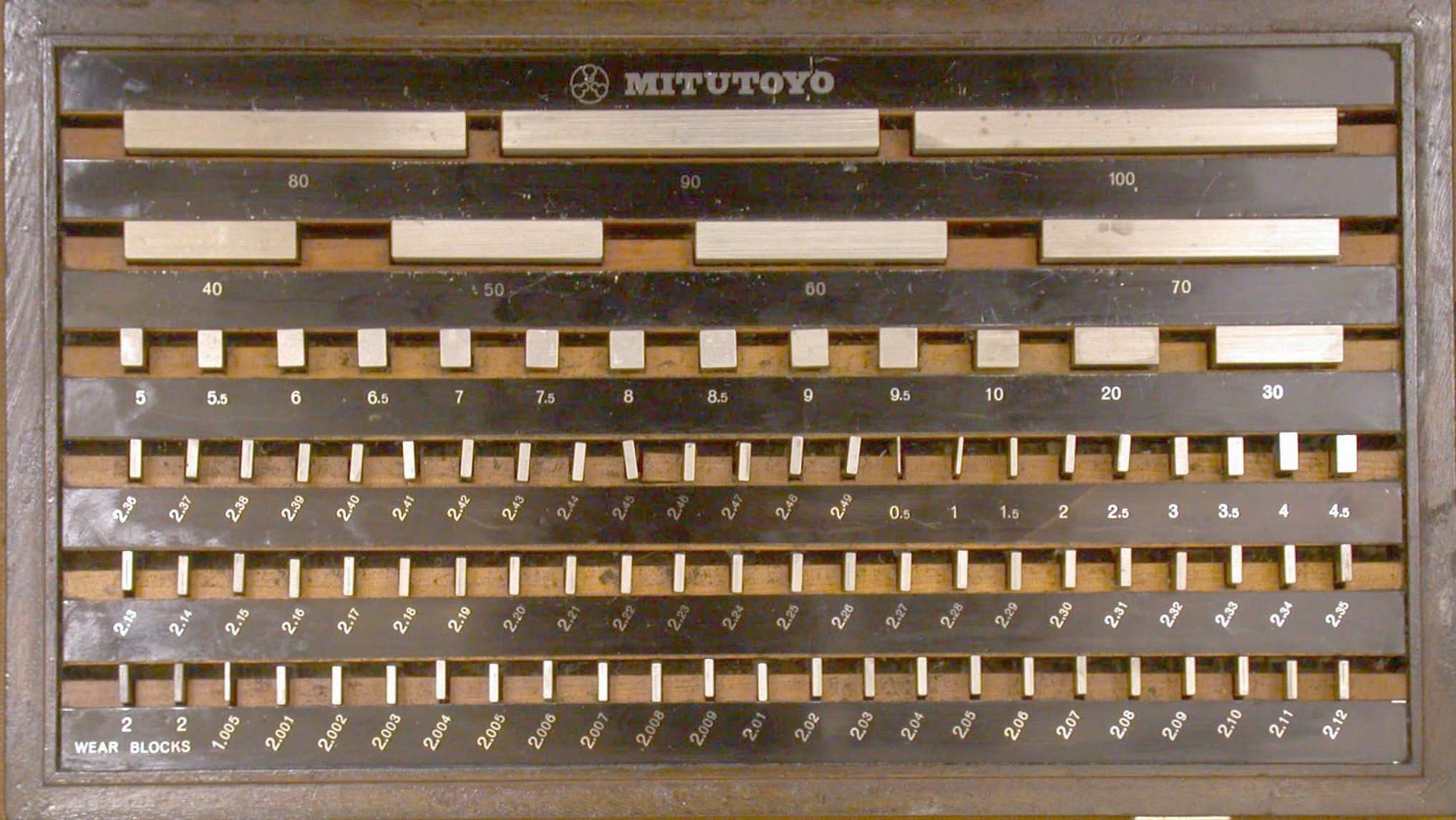
Blocchetti di riscontro Mitutoyo

Raramente i blocchetti vengono usati singolarmente, è invece normale acquistarli e usarli in serie più o meno numerose. Le serie hanno blocchetti di dimensioni differenti, con progressioni aritmetiche che permettono, combinando pochi elementi, di creare molti altri calibri.
La combinazione avviene attaccando due o più blocchetti sui piani lavorati. L'adesione si genera per azione delle forze molecolari tra le due superfici piane finemente lavorate.
Esempio: una serie di quattro blocchetti da 10-20-30-50 mm, opportunamente combinati, possono creare un calibro di spessore arbitrario da 10 a 110 mm a passi di 10mm, cioè 11 combinazioni.
Le serie più comuni hanno progressioni di 0,01 - 0,1 - 1 e 10 mm. Nelle serie destinate a utilizzi di precisione sono presenti anche le serie da 0,001mm. Blocchetti di dimensioni più grandi (maggiori di 100mm) sono meno usuali e molto più costosi e vengono solitamente venduti o in serie da 8 pezzi (125 – 150 – 175 – 200 – 250 – 300 – 400 – 500 mm) o, più spesso, singolarmente. Vista l'impossibilità di realizzare blocchetti precisi, robusti e stabili con uno spessore inferiore a 0,5 mm, le serie più piccole partono quasi sempre dallo spessore base di 0,5 mm. 
Esempio: una serie da 0,01mm si comporrà di blocchetti da 1,01mm - 1,02mm - 1,03mm - ecc.
La serie 'classica' di Johansson è composta da 47 blocchetti con 5 progressioni (da 0,001 a 10mm) e blocchetti che vanno da 1mm a 100mm, questa permette di creare calibri arbitrari da 1mm a 200mm con step di 0,001mm. Altre serie commercializzate sono da 32, 88, 103 e la più completa in assoluto da 122 blocchetti.
Esiste poi una serie “speciale” da 10 blocchetti, dove i nominali dei blocchetti sono studiati per gli step taratura di viti micrometriche (che deve essere controllata in varie posizioni nella sua rotazione), nello specifico la serie è composta da bpp con nominale (2,5 – 5,1 – 7,7 – 10,3 – 12,9 – 15 – 17,6 – 20,2 – 22,8 – 25) mm.

## Utilizzo dei blocchetti
I blocchetti possono essere utilizzati:
- come dima, per verificare la rispondenza dimensionale di un oggetto (controlli passa/non passa);
- come strumento di misura, per effettuare rilievi dimensionali (fino alla risoluzione di 0,001mm);
- come strumento di riferimento, per controllare la precisione di misura di altri strumenti (utilizzazione come campione).

## Caratteristiche metrologiche
I blocchetti vengono costruiti con gradi di precisione differente, a seconda delle esigenze dell'utilizzatore. Infatti, malgrado l'apparente semplicità, le difficoltà pratiche di realizzazione possono far lievitare molto il costo delle serie di precisione.
A seconda degli errori massimi di spessore nominale e di variazione di lunghezza, i blocchetti vengono classificati classi di precisione, definiti grado.
Nelle serie destinate alle officine:
- grado 3, piuttosto imprecise (praticamente inutilizzati, tranne che a scuola)
- grado 2, destinate all'uso generico;
- grado 1, destinate ad usi di precisione.

In commercio esistono anche le serie d'alta precisione, definite di grado 0 e grado 00, destinate prevalentemente ai laboratori metrologici.
I limiti d'accuratezza di una classe di precisione sono definiti in tabelle presenti nelle normative di riferimento (ISO 3650). A titolo esemplificativo, ci si può affidare a queste formule semplificate:
- grado 2, er = 0,4 + 0,008l;
- grado 1, er = 0,2 + 0,004l;
- grado 0, er = 0,1 + 0,002l;
- grado 00, er = 0,05 + 0,001l;

dove er indica l'errore massimo espresso in micron e l è la lunghezza nominale espressa in mm. Queste formule fanno riferimento ai valori di scostamento al centro. 
Esempio. Per un blocchetto da 10mm, i massimi errori saranno circa:
- +/-0,48 micron per il grado 2;
- +/-0,24 micron per il grado 1;
- +/-0,12 micron per il grado 0;
- +/-0,06 micron per il grado 00.

Esiste poi una classe di precisione denominata grado K, che mantiene i limiti per i valori di scostamento al centro pari al grado 1, ma risulta molto più precisa nei valori di variazione di lunghezza.
I blocchetti presentano lo spessore nominale (con l'incertezza definita dal loro grado di precisione) solo alla temperatura standard di 20 °C. Al variare della temperatura, il blocchetto subisce fenomeni di dilatazione termica che possono variarne significativamente la dimensione.

## Costruzione
I blocchetti vengono realizzati in acciaio pregiato. Dopo una prima formatura, subiscono trattamenti per indurire il materiale, infine vengono lasciati stabilizzare prima della definitiva lavorazione sulle facce. Le facce parallele vengono lavorate con un procedimento di lappatura di grande precisione, tanto che le superfici appaiono a specchio. I costruttori più attenti ricercano leghe che presentino un coefficiente di dilatazione termica ridotto, in modo da assicurare lo spessore nominale per un campo di temperature più alto.
Su una faccia del blocchetto vengono incisi la sua lunghezza nominale ed il numero di serie. Queste e altre informazioni possono essere incise con varie tecnologie:
- meccanica (prima dell'indurimento del materiale);
- corrosione con acido (su maschera fotoincisa);
- laser.

Esistono, anche BPP in metallo duro (Tungsten Carbide), con caratteristiche di elevata resistenza alla corrosione, all'usura ed alle ossidazioni, e una buona stabilità termica, risultano più pesanti rispetto ai bpp di diverso materiale, destinati all'utilizzo d'officina.
Un altro materiale in cui sono realizzati i BPP è la ceramica, materiale che presenta stabilità alla variazione di temperatura, alta resistenza alla corrosione, non essendo metallico non patisce di eventuali influenze magnetiche o di ossidazioni, il peso specifico è minore rispetto ai “metallici”, ma risultano molto fragili e vanno maneggiati con molta cura.

## Uso dei blocchetti
Per far aderire due blocchetti è necessario preventivamente pulire le superfici lappate; poi, applicando una leggera pressione, far scorrere un blocchetto sull'altro.
La mancanza d'adesione è indice che almeno una superficie è rovinata, o che vi è interposta della sporcizia.
Quando si usano blocchetti di grande precisione, è opportuno manipolarli con dei guanti, sia per non lasciare tracce di grasso cutaneo, sia per ridurne il riscaldamento.
Qualora ci si trovasse nella necessità di effettuare misure a temperature tali da far presupporre degli errori significativi (dovuti alla variazione della dimensione del blocchetto) è possibile stimare dei fattori di correzione. Infatti conoscendo il coefficiente di dilatazione del blocchetto (dato dal costruttore) e la temperatura d'utilizzo, si può calcolarne la variazione dimensionale rispetto allo spessore nominale.

### Precauzioni nell'uso dei blocchetti
I blocchetti (specie le serie di precisione) richiedono delle particolari attenzioni nel loro utilizzo, infatti non possono essere economicamente riparati dopo un loro danneggiamento. Per cui:
- porre massima cura nella manipolazione, per evitare cadute, rigature o abrasioni accidentali;
- porre attenzione affinché i blocchetti non vengano a contatto con acqua o agenti corrosivi;
- prima di riporli, i blocchetti vanno puliti con alcool, asciugati, infine lubrificati con uno strato di olio o vaselina, al fine di prevenire eventuali ossidazioni.